# Municipio de Harris (Arkansas)
El municipio de Harris (en inglés: Harris Township) es un municipio ubicado en el condado de Stone en el estado estadounidense de Arkansas. En el año 2010 tenía una población de 1302 habitantes y una densidad poblacional de 16,17 personas por km².

## Geografía
El municipio de Harris se encuentra ubicado en las coordenadas 35°56′13″N 92°8′34″O / 35.93694, -92.14278. Según la Oficina del Censo de los Estados Unidos, el municipio tiene una superficie total de 80.51 km², de la cual 79,89 km² corresponden a tierra firme y (0,78 %) 0,63 km² es agua.

## Demografía
Según el censo de 2010, había 1302 personas residiendo en el municipio de Harris. La densidad de población era de 16,17 hab./km². De los 1302 habitantes, el municipio de Harris estaba compuesto por el 96,16 % blancos, el 0,23 % eran amerindios, el 1 % eran asiáticos, el 0,38 % eran de otras razas y el 2,23 % eran de una mezcla de razas. Del total de la población el 0,84 % eran hispanos o latinos de cualquier raza.